# Pseudopiptadenia psilostachya
Pseudopiptadenia psilostachya là một loài thực vật có hoa trong họ Đậu. Loài này được (DC.) G.P.Lewis & M.P.Lima miêu tả khoa học đầu tiên.